# Лебеди (Краснодарский край)
Ле́беди — хутор в Калининском районе Краснодарского края. Входит в муниципальное образование «Гривенское сельское поселение», с центром в станице Гривенская. 

## География
Хутор расположен на рукаве Протока, в дельте Кубани, в 4 км восточнее станицы Гривенская и в 32 км северо-западнее районного центра — станицы Калининская.

## История
До основания современного хутора здесь находилось несколько поселений, которые называли Гривенскими хуторами (поскольку они относились к станице Гривенской), с центром в ауле Гривенско-Черкесском. 
Гривенско-Черкесский аул (адыг. Грунэхьа́бл) был основан после Бзиюкской битвы в 1799 году. Изначально здесь проживали шапсуги и натухайцы, во главе с натухайским дворянином Али-Султан Шеретлуковым. Также здесь родился Султан Хан-Гирей. 
В 1842 году, во время Кавказской войны, аул был переименован в станицу Гривенско-Черкесскую. В 1888 году, в ходе притеснения черкесов, станица была юридически упразднена и почти всё её население принудительно выселено к 1892 году. 
После Октябрьской революции последние адыги из него переселились в аул Панахес.
Во второй половине XIX века на смежной территории появились населённые пункты с современными названиями. Хутор Лебеди возник вследствие переименования хутора Вороная Гребля в 1915 году. 
Хутор Вороная Гребля возник как отселок станицы Новонижестеблиевской. В 1906 году в нём был молитвенный дом и церковно-приходская школа.
Название хутора связывают с фамилией генерал-майора И.Г. Лебедева, младшего помощника начальника Кубанской области и наказного атамана Кубанского казачьего войска. В феврале 1922 года на заседании хуторского совета было предложено переименовать хутор Лебедевский в станицу Гражданскую, так как предполагалось убрать из названий казачьих населённых пунктов царское прошлое, однако переименование не произошло. Постепенно простонаречное название «Лебеди» вытеснило официальное.

## Население
| 2002 | 2010  |
| ---- | ----- |
| 1663 | ↗1755 |

## Инфраструктура
В «Справочнике по Ставропольской епархии» (Н. Т. Михайлов, 1911 г.) указывается, что в хуторе был Успенский молитвенный дом, построенный в 1906 году, деревянный, с колокольней на столбах. Работала церковно-приходская школа, министерское одноклассное училище.
Экономика
- Рисовые чеки.

## Археология
Курган новотитаровской культуры у хутора Лебеди был раскопан в 1979 году. В инвентаре погребения представлены каменная наковальня, каменные кузнечные молотки, тигель для плавки, простые и составные формы для отливки втульчатых топоров и плоских тесел.
Литейные формы из погребения кузнеца-литейщика из курганной группы Лебеди I (из погребения 10 кургана 3) иллюстрирует наличие собственной металлообработки.